# Skotniki (Grande-Pologne)
Pour les articles homonymes, voir Skotniki.
Skotniki (prononciation : [skɔtˈniki]) est un village polonais de la gmina de Miłosław dans le powiat de Września de la voïvodie de Grande-Pologne dans le centre-ouest de la Pologne.
Il se situe à environ 6 kilomètres au nord-est de Miłosław (siège de la gmina), à 11 kilomètres au sud-ouest de Września (siège du powiat) et à 45 kilomètres à l'est de Poznań (capitale régionale).
Le village possédait une population de 266 habitants en 2013.

## Histoire
De 1975 à 1998, le village faisait partie du territoire de la voïvodie de Poznań.

Depuis 1999, Skotniki est situé dans la voïvodie de Grande-Pologne.